# James Ryan (ur. 1983)
James Ryan (ur. 10 lutego 1983 w Christchurch) – nowozelandzki rugbysta, trzykrotny złoty medalista juniorskich mistrzostw świata, seniorski reprezentant kraju, triumfator Pucharu Trzech Narodów 2005, prawnik.
Uczęszczał do Cathedral Grammar School w latach 1993–1995, gdzie ustanawiał rekordy w lekkoatletyce i pływaniu, z których ostatni został pobity dopiero w 2009 roku, oraz reprezentował szkołę i region w krykiecie i rugby union. Również w Christ’s College trenował krykieta i występował przez trzy lata w pierwszej drużynie rugby, grając w lokalnych rozgrywkach Press Cup, a za największy sukces uważał pokonanie w prestiżowym dorocznym pojedynku drużyny Christchurch Boys' High School, w której występowali wówczas późniejsi reprezentanci kraju Daniel Carter i Adam Thomson. Ukończył następnie prawo na University of Otago.
W trakcie kariery sportowej związany był z klubem Otago University RFC, w National Provincial Championship od 2002 roku reprezentował zaś Otago, z którym dotarł do finału rozgrywek w edycji 2005. W 2005 roku znalazł się w regionalnej franszyzie Highlanders występującej w Super 12, w której spędził trzy sezony. W pierwszym wystąpił we wszystkich jedenastu spotkaniach, kolejnych dwóch zaś nie ukończył z powodu kontuzji.
Reprezentował kraj w zespołach juniorskich – w 1999 roku w drużynie U-16, a rok później w Schoolboys. W latach 2001 i 2002 wraz z kadrą U-19 zwyciężał w mistrzostwach świata. Sukces ten powtórzył w 2004 roku z reprezentacją U-21, w tym samym roku zagrał też dla zespołu New Zealand Universities.
W 2005 roku otrzymał powołanie do seniorskiej kadry i zadebiutował w meczu z Fidżi. Wystąpił następnie z ławki rezerwowych w trzecim testmeczu przeciwko British and Irish Lions podczas ich tournée i wziął udział w trzech z czterech spotkań zakończonego triumfem Pucharu Trzech Narodów. Pozostał w składzie również na zakończoną sukcesem próbę zdobycia Wielkiego Szlema na Wyspach Brytyjskich, podczas której wystąpił w dwóch meczach. W kolejnym roku kontuzje ograniczyły jego powołania do kadry jedynie na kończącą sezon wyprawę do Europy, jednak obecność czterech innych wspieraczy spowodowała, iż pojawił się na boisku tylko w dwóch spotkaniach. Ogółem dla All Blacks wystąpił w dziewięciu testmeczach nie zdobywając punktów.
W meczu z Chiefs w kwietniu 2007 roku doznał kontuzji kolana, która wyeliminowała go z walki o miejsce na Puchar Świata 2007. Przedłużająca się rehabilitacja spowodowała, iż pod koniec kwietnia 2008 roku ogłosił zawieszenie kariery sportowej i rozpoczął praktykę prawniczą.